# How R U Doin?
"How R U Doin?" er første single fra det tredje studiealbum, Megalomania, fra den danske-norske eurodance- og pop-gruppe Aqua. Singlen blev udgivet i Skandinavien den 14. marts 2011. Gruppen optrådte med sangen til X Factor 2011-finalen i Parken den 25. marts 2011. "How R U Doin?" debuterede som #7 på den danske hitliste.

## Hitliste
| Hitliste (2011)        | Højeste placering |
| ---------------------- | ----------------- |
| Danmark (Track Top-40) | 4                 |